# 白河義実
白河 義実（しらかわ よしざね）は、江戸時代前期の武士。仙台藩重臣。仙台白河家3代当主。

## 生涯
元和5年（1619年）、仙台藩客分・白河義綱の嫡男として誕生した。
寛永16年（1639年）、父の死去に伴い家督を相続すると、正式に仙台藩の家中に列し、一族の家格を与えられて玉造郡下真山で550石を領した。寛永18年（1641年）、針生重信の娘（高流院）を室に迎える。高流院は、万治2年（1659年）に誕生した3代藩主・伊達綱宗の嫡男・亀千代（のちの第4代藩主伊達綱村）の乳母を拝命し、歌舞伎『伽羅先代萩』の登場人物で、幼君・鶴喜代を守り育て上げた乳母・政岡のモデルの一人となっている。
承応2年（1653年）3月5日、死去。享年35。家督は嫡男・松千代（宗広）が相続した。

## 系譜
- 父：白河義綱（1592年 - 1639年）
- 母：結城義親の娘
- 正室：高流院（寛永2年（1625年）-元禄9年（1696年）10月12日。針生重信の娘、第4代藩主伊達綱村乳母）
- 生母不明の子女
  - 長女：新田義影室
  - 長男：白河宗広（1647年 - 1714年）
  - 次男：白河弥平治